# Crkva Uznesenja Blažene Djevice Marije (Pokupsko)
Crkva Uznesenja Blažene Djevice Marije je rimokatolička crkva u mjestu i općini Pokupsko.

## Opis
Župna crkva Uznesenja Blažene Djevice Marije (sv. Ladislav), okružena cinktorom s četiri ugaone kule, smještena je u središtu naselja Pokupsko. Izgradnja crkve, pod vodstvom biskupa Jurja Branjuga, započela je 1736., a dovršena je 1739 godine. Riječ je o zrelobaroknom rješenju s četverolisnom lađom svođenom kupolastim svodom na koju se nadovezuje pravokutno svetište apsidalnog zaključka. Crkva s arhitektonskog stajališta ima visoku kvalitetu i značaj jer hrvatsko graditeljstvo integrira u tijekove srednjoeuropskog graditeljstva. Prva je u nizu četverolisnih crkava centralnog tipa i to ne samo na hrvatskom već i štajerskom području.

## Zaštita
Pod oznakom Z-1723 zavedena je kao nepokretno kulturno dobro - pojedinačno, pravna statusa zaštićena kulturnog dobra, klasificirano kao "sakralna graditeljska baština".